# 規格開発エキスパート
規格開発エキスパート（きかくかいはつエキスパート）とは、国際規格、国家規格、団体規格、社内規格等の規格の開発に関する専門的な知識を有し、それらに参画する力量を有する者。また、上記の力量を有する者に与えられる規格開発エキスパート資格が存在する。

## 資格登録条件

### 「規格開発エキスパート補」の新規登録
「規格開発エキスパート補」への新規登録申請者は、以下に定める要件を満たさなければならない。
1. 規格開発エキスパート講座の修了
2. 規格開発エキスパート登録者の倫理綱領の遵守

### 「規格開発エキスパート補」から「規格開発エキスパート」への格上げ
格上げのためには、申請日から過去６年以内の、以下のいずれかに該当する２年※以上の実績を有すること。
1. 国際規格開発活動、国家規格開発活動への従事（規格原案の作成・調整プロセスへの従事、規格開発プロジェクトや作業プログラムの管理・運営）
2. 団体規格又は社内規格の開発（規格原案の作成・調整プロセスへの従事）
3. その他、1 又は 2 と同等と認められる活動実績

※複数の活動を同一の期間内に実施していた場合、それらの活動期間を足し合せることはできない

## 講習会
「規格開発エキスパート補」に新規登録申請する場合、一般財団法人日本要員認証協会が承認する下記研修コースを受講し、修了試験に合格する必要がある。
- 規格開発エキスパート導入講座：戦略的標準化活用基礎講座（一般財団法人日本規格協会が開催）
- 規格開発エキスパート専門講座：規格開発エキスパート講座（一般財団法人日本規格協会が開催）